# اورستد (دهانه)

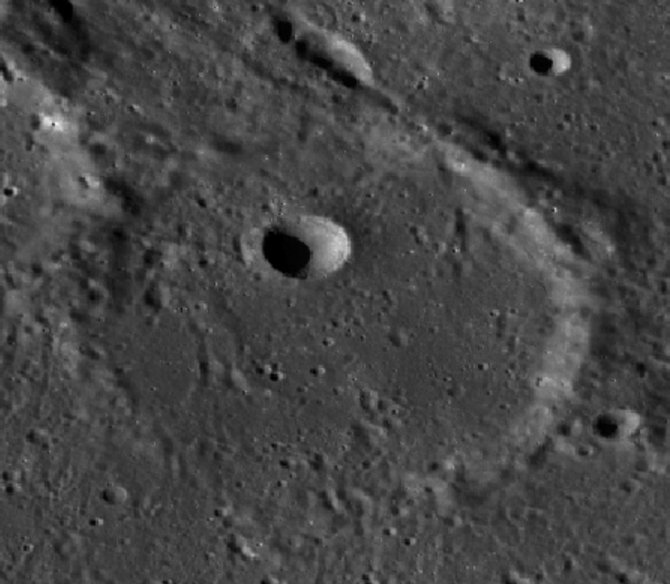
دهانه برخوردی اورستد

اورستد یک دهانه برخوردی در ماه‌ است.

## دهانه‌های اقماری
این دهانه ۳ دهانه اقماری دارد.
| Oersted | عرض جغرافیایی | طول جغرافیایی | قطر          |
| ------- | ------------- | ------------- | ------------ |
| A       | ۴۳.۴° N       | ۴۷.۲° E       | ۷.۰ کیلومتر  |
| P       | ۴۳.۶° N       | ۴۶.۰° E       | ۲۱.۰ کیلومتر |
| U       | ۴۲.۴° N       | ۴۴.۶° E       | ۵.۰ کیلومتر  |